# Cronòmetre

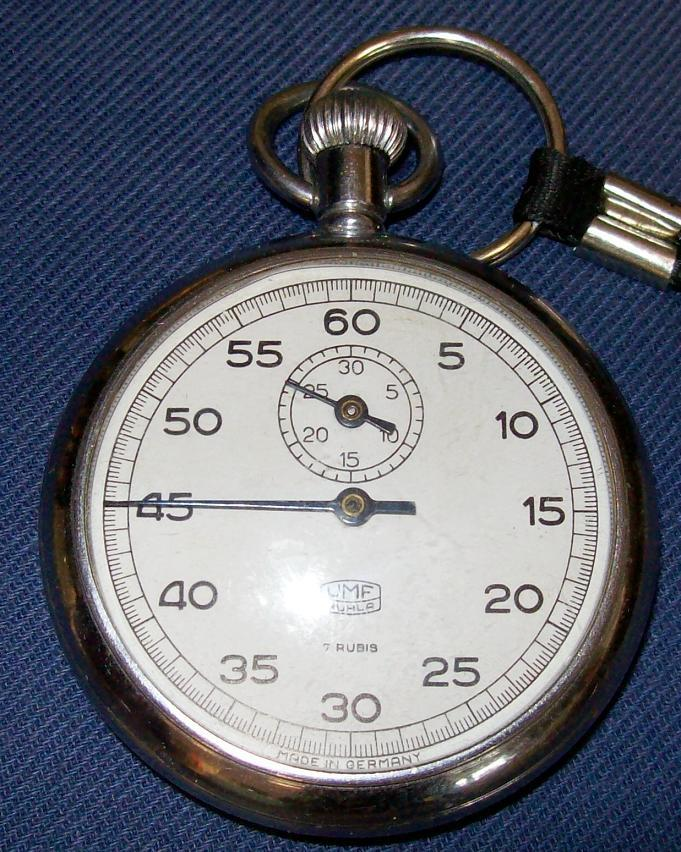
Cronòmetre senzill.

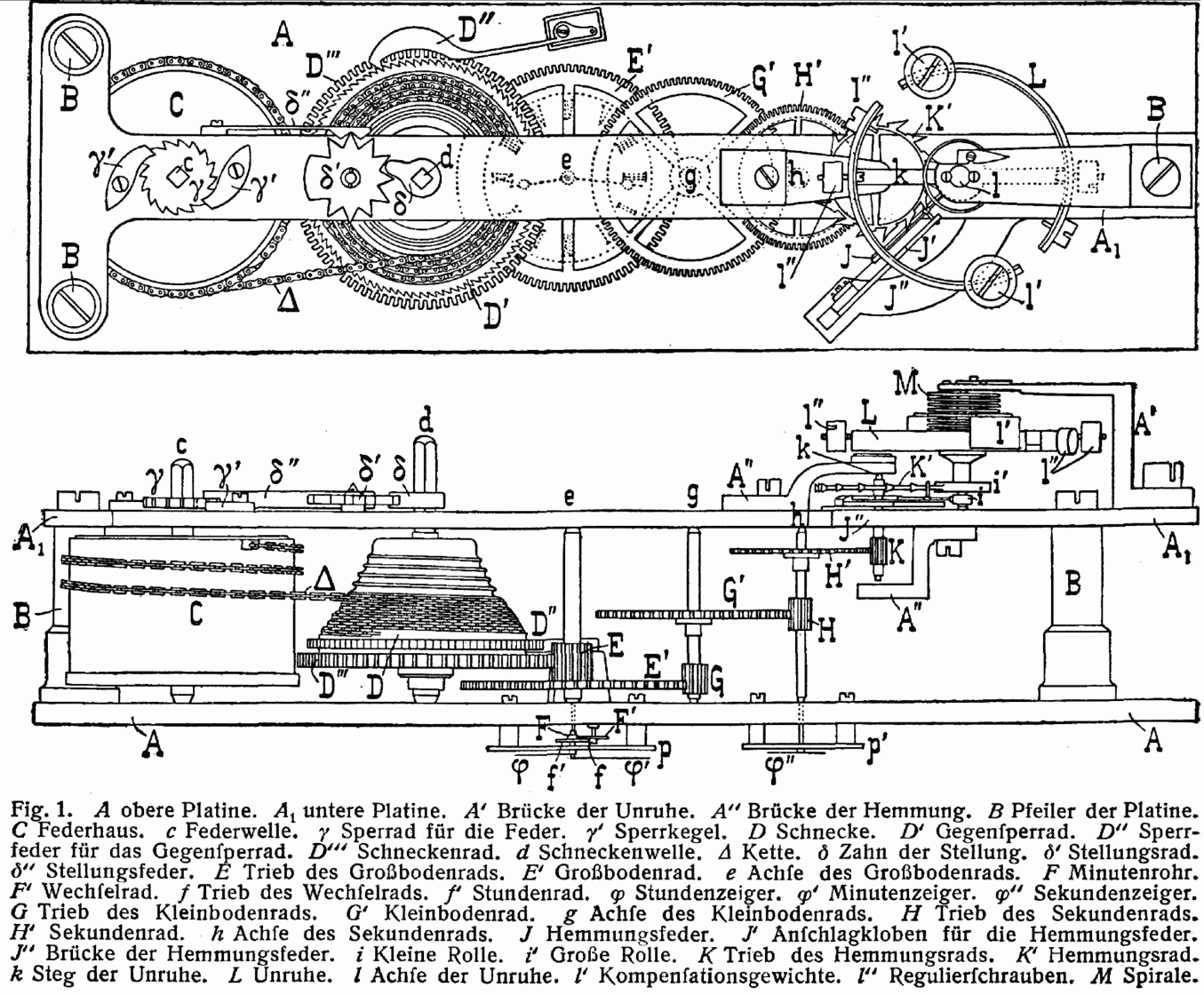
Imatge del mecanisme d'un cronòmetre (ca. 1904).

El cronòmetre és un rellotge o una funció de rellotge que serveix per mesurar fraccions de temps, normalment petites i amb gran precisió, la qual ha estat comprovada i certificada per algun institut o centre de control de precisió. La paraula cronòmetre és un neologisme d'etimologia grega: Χρόνος Cronos és el Tità del temps en la mitologia grega, μετρον -metron és avui un sufix que significa 'aparell per a mesurar'.
Se sol confondre sovint els termes cronòmetre i cronògraf. Un cronòmetre és tot rellotge que ha estat qualificat com a tal per algun organisme d'observació de la precisió de mecanismes o calibres. En l'actualitat el Control Oficial Suís de Cronòmetres (COSC) és l'organisme que certifica la major part dels cronòmetres fabricats. Durant almenys dues setmanes, en diferents posicions i temperatures, es prova el comportament i diferències obtingudes respecte als criteris i desviacions màximes permeses.
Els rellotges certificats com a cronòmetres van acompanyats normalment d'un certificat de cronometría i per un esment en l'esfera. Segons informa el COSC en la seva pàgina web, se certifiquen com a cronòmetres un milió de rellotges a l'any, la qual cosa representa només un 3% del total de la fabricació suïssa.
Un cronògraf, normalment, en la seva versió analògica, comença a comptar des de 0, prement un botó, i se sol parar amb el mateix botó. A més és molt habitual que es puguin mesurar dos temps amb el mateix començament i diferent final.
A més és molt habitual que es mesurin dos temps iguals al començament i diferents al final. Per fer això es comença normalment i el primer temps es congela amb un altre botó, normalment amb el que es posa a "0". Mentrestant, en segon pla, el cronòmetre segueix contant fins que es polsa el botó de començament.
Per mostrar el segon temps, o mostrar el temps actual que encara segueix contant, es polsa el botó reset o el que es posa a 0.
Els cronòmetres es poden aturar i començar amb altres mètodes que no necessiten la pulsació de botons, poden tenir més marge d'errors i necessiten algú que l'accioni. Alguns d'aquest sistemes automàtics són: el tall d'un raig lluminós o la detecció d'un transreceptor. També en els ciclocomputadors s'utilitza un cronòmetre que no necessita l'acció humana, sinó que s'activa amb el moviment d'una roda.
Són habituals les mesures en centèsimes de segon, com el rellotges de polsera, o fins i tot mil·lèsimes de segon.
És àmpliament conegut el seu treball en competicions esportives així com en ciència i tecnologia.
Un cronògraf és un rellotge que, mitjançant algun mecanisme de complicació, permet el mesurament independent de temps.
- Exemple de cronòmetre de polsera: Rolex Oyster Perpetual Datejust. Va ser el primer rellotge de polsera amb indicació de data en una finestreta oberta sobre l'esfera.
- Exemple de rellotge amb funció de cronògraf: Omega Speedmaster Professional. Va ser el cronògraf triat per la NASA per a acompanyar als astronautes en les missions Apol·lo que van culminar amb l'arribada de l'home a la Lluna.
- Exemple de rellotge cronòmetre amb funció de cronògraf: Breitling Navitimer, primer rellotge a incorporar una regla de càlcul logarítmica per a la realització de càlculs relatius a consums de carburant, distàncies recorregudes, multiplicacions, divisions, regles de tres, etc.

## Història

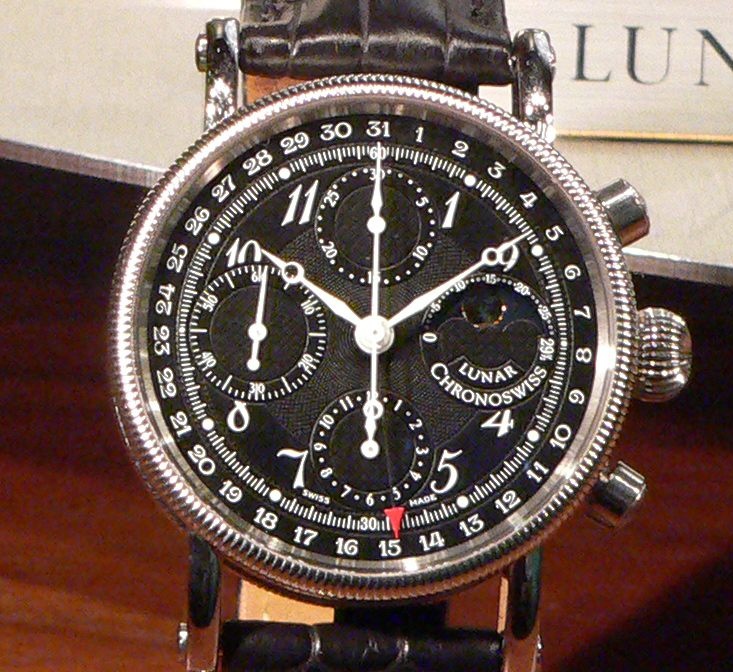
Cronògraf Chronoswiss

El terme cronòmetre va ser encunyat per Jeremy Thacker de Beverley, Anglaterra, el 1714, referint-se a la seva invenció d'un rellotge tancat en una cambra de buit segons la Encyclopedy of Time encara que hi ha controvèrsia sobre si això és real.  El terme cronòmetre també es fa servir per descriure un cronòmetre marí utilitzat per a la navegació astronòmica i la determinació de la longitud. El cronòmetre marí va ser inventat per John Harrison el 1730. Va ser el primer d'una sèrie de cronòmetres que van permetre una navegació marítima precisa. A partir de llavors, un cronòmetre precís va ser essencial per a la navegació marítima o aèria a mar obert fora de la vista de terra. A principis del segle xx, l'arribada dels senyals horaris de radiotelegrafia va complementar el cronòmetre marí de bord per a la navegació marítima i aèria, i es van inventar, desenvolupar i aplicar diversos sistemes de radionavegació durant la Segona Guerra Mundial i després d'ella (per exemple, Gee, Sonne (també conegut com a Consol), LORAN(-A i -C), Decca Navigator System i Omega Navigation System) que van reduir significativament la necessitat de posicionar-se utilitzant un cronòmetre marí de bord. Tot això va culminar en el desenvolupament i la implantació dels sistemes mundials de navegació per satèl·lit (GSN-GPS) a la segona meitat del segle xx. El cronòmetre marí ja no s'utilitza com a mitjà principal per a la navegació al mar, encara que continua sent necessari com a reserva, ja que els sistemes de ràdio i la seva electrònica associada poden fallar per diverses raons.
Quan els moviments dels rellotges mecànics van aconseguir la precisió suficient per permetre una navegació marítima exacta, es van desenvolupar el que es va conèixer com a "competicions de cronòmetres" als observatoris astronòmics situats a Europa. L'Observatori de Neuchâtel, l'Observatori de Ginebra, l'Observatori de Besancon i l'Observatori de Kew són exemples destacats d'observatoris que certificaven la precisió dels rellotges mecànics. El règim de proves de l'observatori solia durar de 30 a 50 dies i contenia normes de precisió molt més estrictes i difícils que les normes modernes, com ara les establertes pel COSC (Inspecció Oficial Suïssa de Cronòmetres). Quan un moviment superava les proves de l'observatori, obtenia la certificació de cronòmetre d'observatori i rebia un Bulletin de Marche de l'Observatori, que estipulava el rendiment del moviment. Com que molt pocs moviments van rebre l'atenció i el nivell de fabricació necessaris per superar les normes de l'Observatori, hi ha molt pocs cronòmetres d'observatori.
La majoria dels cronòmetres d'observatori tenien moviments tan especialitzats en la precisió que mai no podrien resistir l'ús normal com a rellotges de polsera. Només eren útils per a competicions de precisió, per la qual cosa mai no es van vendre al públic per al seu ús. No obstant això, el 1966 i 1967, Girard Perregaux va fabricar aproximadament 670 rellotges de polsera amb el moviment Calibre 32A, que es van convertir en cronòmetres d'observatori certificats per l'Observatori de Neuchatel, mentre que el 1968, 1969 i 1972 Seiko tenia 226 rellotges de polsera amb els seus Calibres 4520 i 4580 certificats. Aquests cronòmetres d'observatori es van vendre posteriorment al públic per al seu ús normal com a rellotges de polsera, i encara es poden trobar alguns exemples actualment.
Els concursos d'observatori van acabar amb l'arribada del moviment dels rellotges de quars, a finals dels anys seixanta i principis dels setanta, que generalment tenen una precisió superior a un cost molt menor. El 2009, el Museu del Rellotge de Le Locle va renovar la tradició i va llançar un nou concurs de cronometria basat en la certificació ISO 3159. El 2017 es va posar en línia la Base de Dades de Cronòmetres d'Observatori (OCD), que conté tots els rellotges mecànics ("chronometres-mecaniques") certificats com a cronòmetres d'observatori per l'observatori de Neuchatel de 1945 a 1967, a causa d'una participació reeixida en el concurs que va donar lloc a la publicació d'un Bulletin de Marche. Totes les entrades de la base de dades són enviaments a la categoria de rellotges de polsera ("chronometres-braceletres") al concurs de l'observatori.
El terme cronòmetre sol ser utilitzat erròniament pel públic en general per referir-se als instruments de cronometratge dotats d'un mecanisme addicional que es pot posar en marxa mitjançant polsadors per permetre el mesurament de la durada d'un esdeveniment. Un instrument d'aquesta mena és, de fet, un cronògraf o un cronoscopi. Pot estar certificat com a cronòmetre, sempre que compleixi els criteris establerts per la norma.

Des del descobriment de l'efecte piezoelèctric del quars i el desenvolupament dels circuits integrats, tothom pot tenir un rellotge de quars que sigui capaç de proporcionar una precisió cronomètrica a un preu assequible. En l'actualitat, s'utilitzen rellotges atòmics per a mesurar temps estàndard.

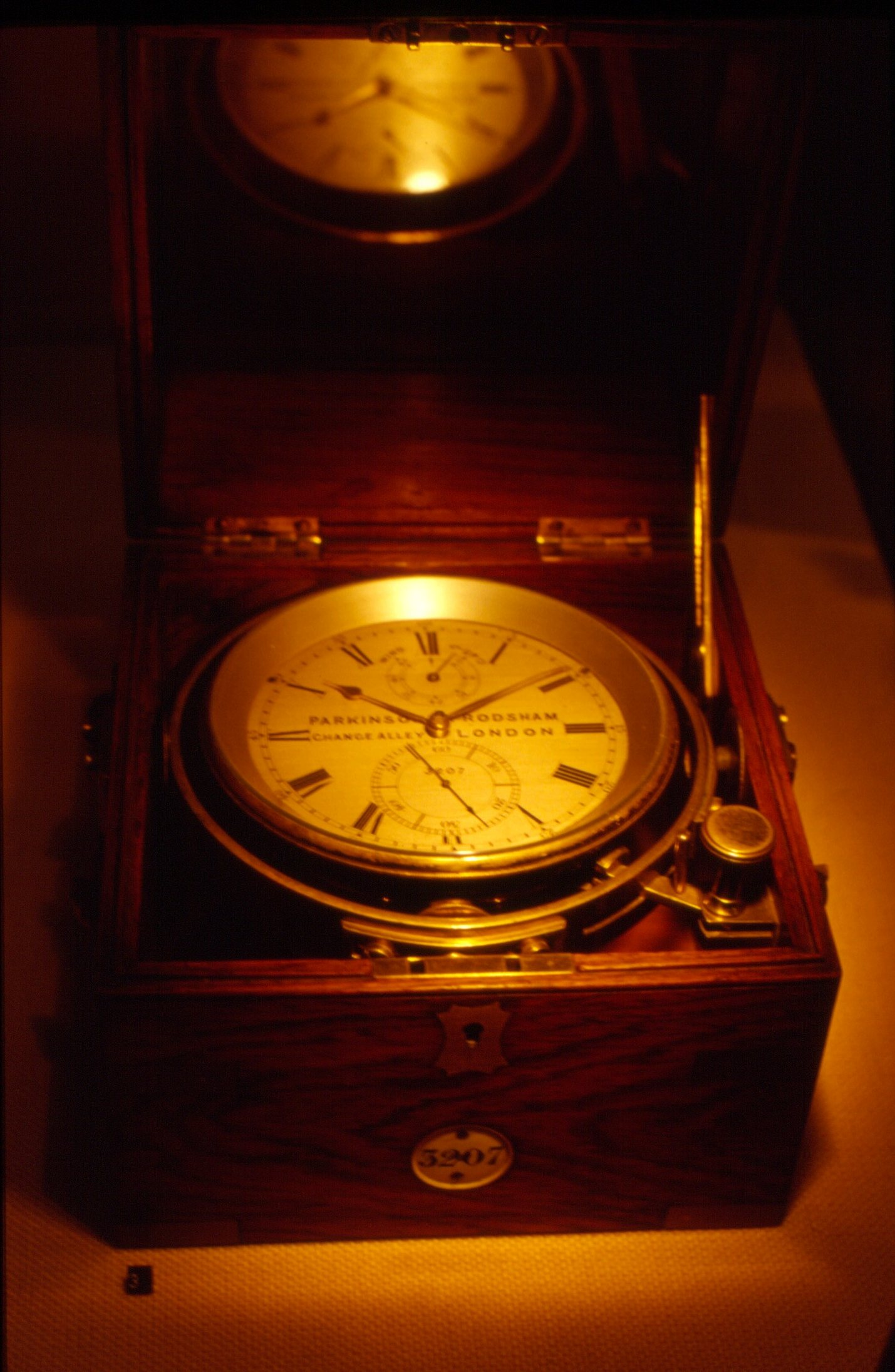
Cronòmetre marí

El disseny de sistemes radio controlats miniaturitzats permet, incorporant-los a un rellotge, sincronitzar l'oscil·lador local d'aquest rellotge amb un rellotge atòmic llunyà per a obtenir un rellotge de màxima precisió.
Des de la invenció dels sistemes de posicionament satel·litaris, qualsevol persona pot obtenir la seva posició geogràfica sense càlcul i sincronitzada amb la referència internacional UTC, amb un marge d'error molt petit.

## Cronòmetre marí
Els cronòmetres marins que s'empraven fins a mitjan segle xx  eren rellotges de gran precisió utilitzats a bord dels vaixells. Avui són objectes de col·lecció.
La determinació de l'hora exacta en alta mar era imprescindible per a calcular la posició geogràfica, perquè l'observació astral requereix, a més de determinar l'altura (angle sobre l'horitzó), fixar l'instant precís en què s'efectua l'observació.
Aquests rellotges eren tractats amb summa cura, determinant l'"estat absolut" o error d'instrument diàriament, mitjançant comparació amb un senyal radiotelegràfic que transmeten diferents observatoris a aquest efecte. Per seguretat es transporten dues.
Estan muntats sobre una articulació cardánica per a contrarestar l'efecte dels  rolids  i capçals que pateix l'embarcació

## Cronòmetre de ferrocarril

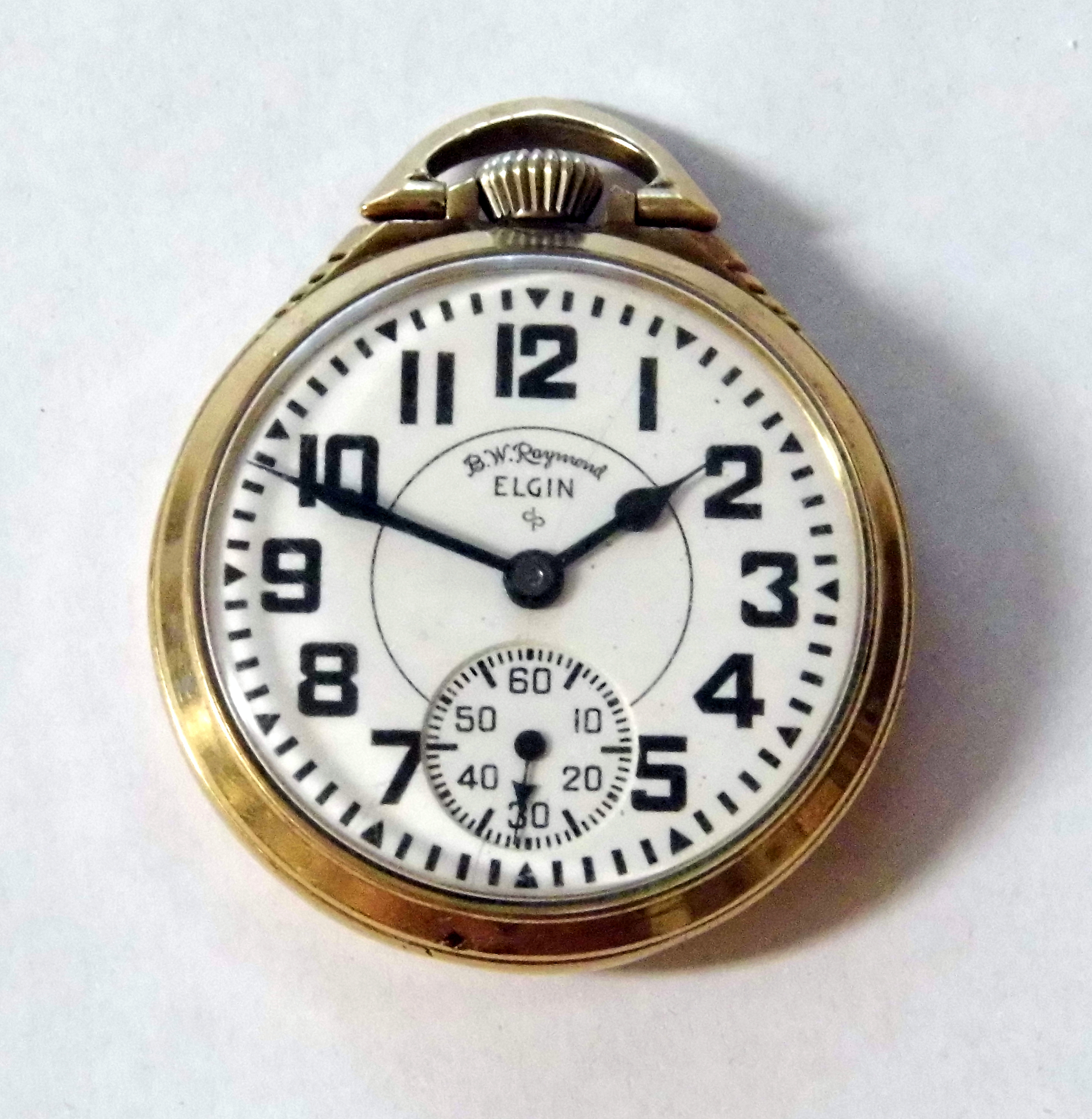
Un cronòmetre de ferrocarril de la marca Elgin

El rellotger estatunidenc Aaron Lufkin Dennison (1812-1895) va ser el pioner de la revolució industrial en la fabricació de rellotges a partir de 1849 i del desenvolupament del sistema estatunidenc de fabricació de rellotges en l'organització de la Waltham Watch Company i la producció de quantitats de rellotges i rellotges intercanviables. Aquest procés està en l'origen dels mètodes de producció actuals en el món.
El 1893, el rellotger estatunidenc Webb C. Ball (1827-1922) va establir els criteris que definien el «cronòmetre de ferrocarril»,  que s'apliquen encara per a la seguretat del transport ferroviari.

## Cronòmetres mecànics
Un cronòmetre mecànic és un cronòmetre d'escapament impulsat per molla, com un rellotge, però les seves peces estan construïdes de manera més massiva. Els canvis en l'elasticitat del ressort regulador provocats per les variacions de temperatura es compensen amb dispositius integrats.
Els cronòmetres sovint incloïen altres innovacions per augmentar la seva eficiència i precisió. Sovint s'utilitzaven pedres dures com el diamant, el robí i el safir com a coixinets de joies per disminuir la fricció i el desgast dels pivots i de l'escapament. Els fabricants de cronòmetres també van aprofitar les propietats físiques de metalls rars com l'or, el platí i el pal·ladi.

En termes horlològics, una complicació en un rellotge mecànic és una característica especial que fa que el disseny del moviment del rellotge es faci més complicat. Alguns exemples de complicacions inclouen: 

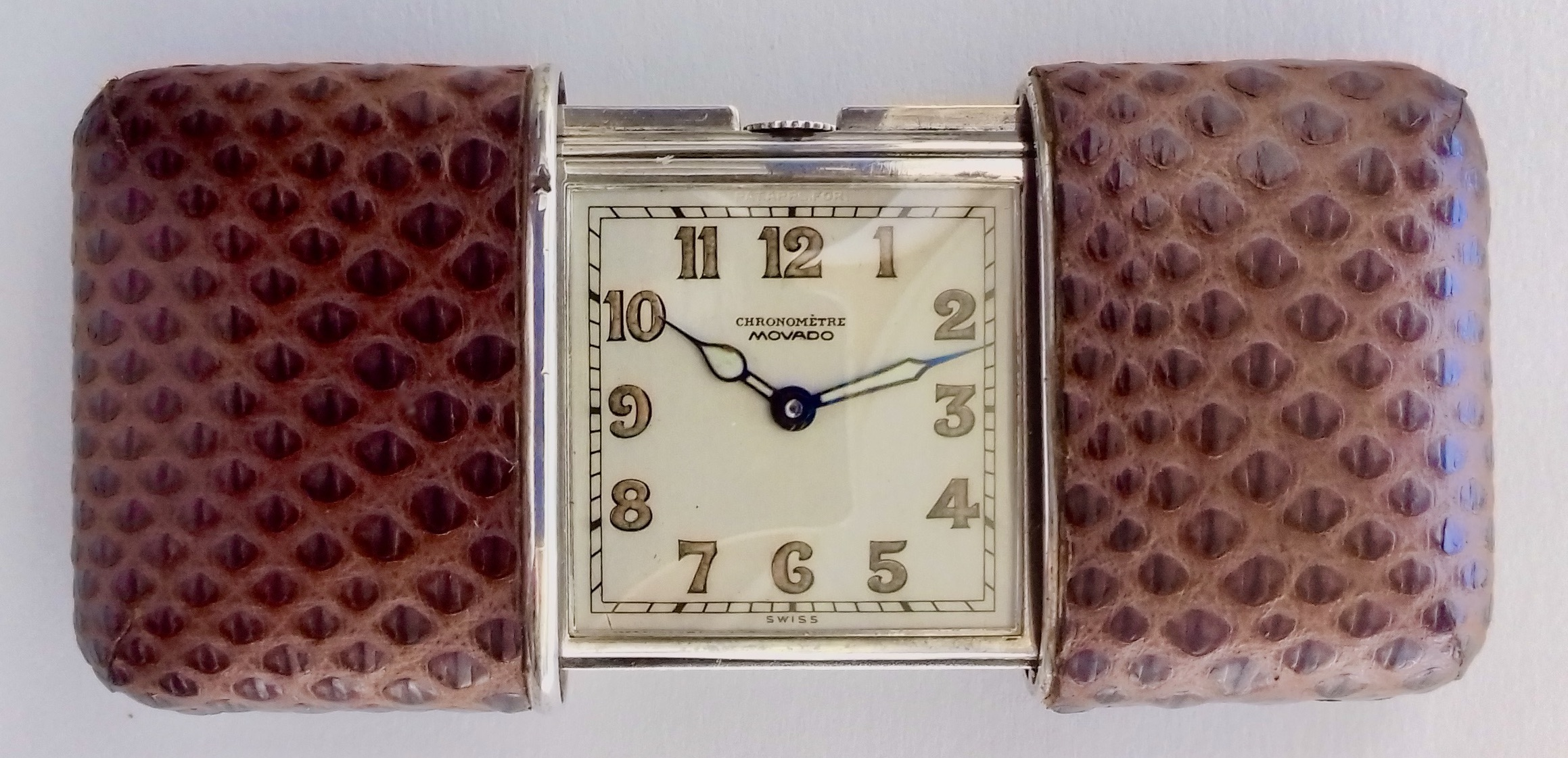
Un cronòmetre mecànic Movado Ermeto de 1928.

- Tourbillon
- Calendari perpetu
- Repetidor de minuts
- Equació del temps
- Reserva d'energia
- Fases de la lluna
- Cronògraf
- Rattrapante
- Gran soneria

## Cronòmetres certificats

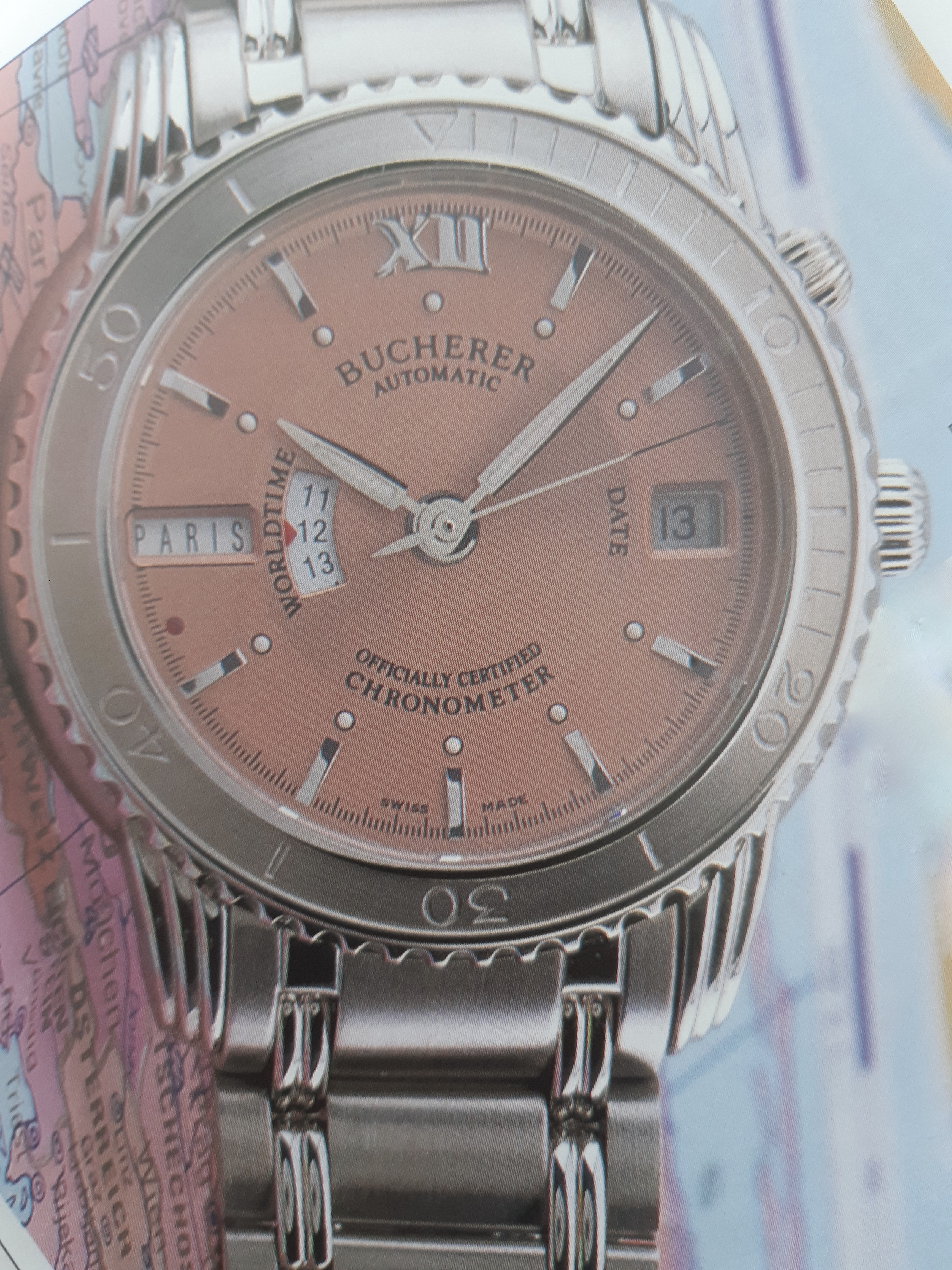
Cronòmetre certificat oficialment, Bucherer Archimedes World Time 1997

Cada any es lliuren més de 1,8 milions de certificats de cronòmetre certificats oficialment, la majoria per a cronòmetres de polsera mecànics (rellotges de polsera) amb oscil·ladors d'equilibri de molla, que s'estan lliurant cada any, després de superar les proves més extremes del COSC (l'organisme de "Control Oficial Suís de Cronòmetres") i identificats individualment per un número de sèrie individual registrat oficialment. Segons COSC, un cronòmetre certificat oficial és un rellotge d'alta precisió capaç de mostrar els segons i allotjar un moviment que ha estat provat durant diversos dies, en diferents posicions i a diferents temperatures, per un cos oficial i neutre (COSC). Cada moviment es prova individualment durant diversos dies consecutius, en cinc posicions i a tres temperatures. Qualsevol rellotge amb la denominació "cronòmetre certificat o cronòmetre certificat oficialment" conté un moviment certificat i coincideix amb els criteris de la norma ISO 3159 Instruments de cronometratge: cronòmetres de polsera amb oscil·lador de balanç de molla.
Cada any es lliuren més de 1,8 milions de certificats de cronòmetre certificats oficialment, en la seva majoria per a cronòmetres de polsera mecànics (rellotges de polsera) amb volant de ressort, després de superar les proves més extremes del COSC (per l'organisme de "Control Oficial Suís de Cronòmetres") i de ser identificats individualment mitjançant un número de sèrie individual registrat oficialment.

## Proves de cronòmetres a Suïssa
Un rellotge només pot denominar-se cronòmetre oficial si el seu aparell de rellotgeria suís ha superat una prova (segons la norma NIHS 95-11 / ISO 3159) de l'observatori suís independent Contrôle officiel suisse donis chronomètres (COSC). Si l'aparell de rellotgeria d'un rellotge rep el certificat del COSC, el fabricant sol marcar el rellotge amb la paraula Cronòmetre. Una vegada superada la prova, el moviment rep el corresponent certificat que acredita la seva precisió. Conté la següent informació:
| Criteri de prova                                                   | Criteri de prova | Tolerància                     | Tolerància                     |
|                                                                    | Abbr.            | Aparell de rellotgeria > 20 mm | Aparell de rellotgeria < 20 mm |
| ------------------------------------------------------------------ | ---------------- | ------------------------------ | ------------------------------ |
| Taxa mitjana diària                                                | M                | -4 a +6 seg/día                | -5 a +8 seg/día                |
| Desviació mitjana diària de la marxa                               | V                | màx. 2 s/dia                   | màx. 3,4 s/dia                 |
| Desviació màxima diària de la velocitat                            | Vmáx.            | màx. 5 s/dia                   | màx. 7 s/dia.                  |
| Diferència entre horitzontal i vertical                            | D                | -6 a +8 s/dia                  | -8 a +10 s/dia                 |
| Major diferència entre la marxa mitjana diària i una de les marxes | P                | 10 s/dia                       | màx. 15 s/dia                  |
| Error de compensació primària (desviació de la taxa per °C)        | C                | màx. 0,6 s/dia°C               | màx. 0,7 s/dia°C               |
| Represa de la marxa (comparació del 1r i 2n dia amb el 15è dia)    | R                | màx. 5 s/dia màx. 6 s/dia      | màx. 6 s/dia                   |

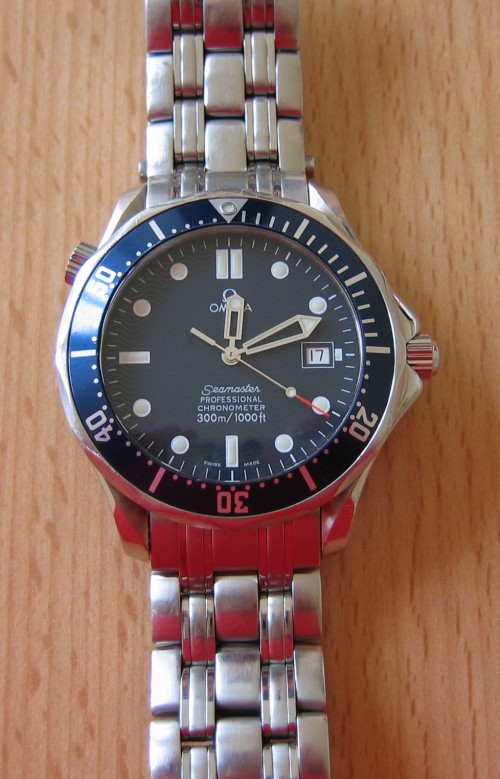
Un cronòmetre Omega oficialment certificat

Per als moviments de quars, la prova dura onze dies i s'apliquen els següents valors:
| Criteri de prova tolerància                                    |                  |
| -------------------------------------------------------------- | ---------------- |
| Cicle mig diari a 23 °C                                        | màx. ±0,07 s/dia |
| Cicle mig diari a 8 °C                                         | màx. ±0,2 s/dia  |
| Funcionament a 38 °C                                           | màx. ±0,2 s/dia  |
| Estabilitat de la marxa                                        | màx. 0,05 s/dia  |
| Marxa dinàmica                                                 | màx. ±0,05 s/dia |
| Efecte temporal dels xocs mecànics                             | màx. ±0,05 s/dia |
| Represa de la marxa (comparació dels dies 1 i 2 amb el dia 15) | màx. ±0,05 s/dia |
| Efecte residual dels xocs mecànics (200 xocs amb 100 G)        | màx. ±0,05 s/dia |

## Organismes que atorguen certificats cronomètrics
- El Contrôle Officiel Suisse donis Chronomètres COSC (Control Oficial Suís de Cronòmetres).
- L'Observatori de Besanzón
- El Institut fédéral de métrologie METES (Institut Federal de Metrologia METES) de Berna
- La Fondation Timelab en el Laboratoire d'Horlogerie et de Microtechnique de Ginebra
- La Fundació Qualité Fleurier, en Fleurier
- L'Observatori Wempe Chronometerwerke en Glashütte